# Semedraž
Semedraž (en serbe cyrillique : Семедраж) est un village de Serbie situé dans la municipalité de Gornji Milanovac, district de Moravica. Au recensement de 2011, il comptait 242 habitants.
Semedraž est situé non loin de la route européenne E760.

## Démographie
| 1948 | 1953 | 1961 | 1971 | 1981 | 1991 | 2002 | 2011 |
| ---- | ---- | ---- | ---- | ---- | ---- | ---- | ---- |
| 568  | 575  | 486  | 427  | 377  | 310  | 264  | 242  |

|  |